# Woodhull (Illinois)
Pour les articles homonymes, voir Woodhull.
Woodhull est un village du comté de Henry dans l'Illinois, aux États-Unis,. Situé au sud-ouest du comté, il est incorporé le 10 octobre 1901.

## Démographie
Lors du recensement de 2010, le village comptait une population de 811 habitants. Elle est estimée, en 2016, à 784 habitants.

## Source de la traduction
- (en) Cet article est partiellement ou en totalité issu de l’article de Wikipédia en anglais intitulé « Woodhull, Illinois » (voir la liste des auteurs).